# Carbrunneria bicaudata
Carbrunneria bicaudata är en kackerlacksart som först beskrevs av Roth, L. M. 1991.  Carbrunneria bicaudata ingår i släktet Carbrunneria och familjen småkackerlackor. Inga underarter finns listade.